# Bengt Röken
Bengt Röken, född 11 april 1945, är en svensk veterinär med specialkunskaper inom exotiska djur och immobilisering. Han var tidigare chefsveterinär på Kolmårdens djurpark under många år.
Röken har deltagit under flera säsonger av TV-programmet Djursjukhuset.